# لاككيون (دوديكانيسوس)
لاككيون (Λακκίον) هي مدينة في دوديكانيسوس في اليونان.